# Casa Berrugo
Casa Berrugo és un monument del municipi d'Alcover protegit com a bé cultural d'interès local.

## Descripció
És un edifici de grans proporcions i molt modificat. L'exterior presenta com a element original una porta d'accés, d'arc escarser, amb brancals de pedra i un escut a la clau. La resta de la façana té una distribució molt irregular. L'obra es troba en l'actualitat arrebossada i pintada.

## Història
La construcció de la casa Berrugo, d'acord amb l'atribució de Barbarà i Cavallé, data de 1619. L'escut heràldic que es troba a la façana de la casa pertany a la família Montserrat que procedia de Montblanc i de la qual existeix la primera referència documental a Alcover l'any 1482. A través del "Formulario y relación de las personas que componen la villa de Alcover...", de 1721, i del "Padrón de la Villa...", de 1822, se sap que aquesta família era propietària de la casa en ambdues dates, fet que permet suposar que també en seria un membre d'aquesta família el propietari en 1784, probable data de reforma de l'edifici.